# Gmina Söderköping
Gmina Söderköping (szw. Söderköpings kommun) – gmina w Szwecji, w regionie Östergötland, z siedzibą w Söderköping.
Pod względem zaludnienia Söderköping jest 157. gminą w Szwecji. Zamieszkuje ją 14 095 osób, z czego 49,95% to kobiety (7041) i 50,05% to mężczyźni (7054). W gminie zameldowanych jest 265 cudzoziemców. Na każdy kilometr kwadratowy przypada 20,79 mieszkańca. Pod względem wielkości gmina zajmuje 144. miejsce.